# Celles (Dordogne)
Celles település Franciaországban, Dordogne megyében. Lakosainak száma 611 fő (2022. január 1.). Celles Bourg-des-Maisons, Saint-Méard-de-Drône, Bertric-Burée, Coutures, Grand-Brassac, Villetoureix és Saint-Victor községekkel határos.

## Népesség
A település népességének változása:
| Lakosok száma | 675  | 600  | 597  | 555  | 564  | 572  | 587  | 589  | 594  | 611  |
|               | 1968 | 1982 | 1990 | 2006 | 2013 | 2015 | 2017 | 2019 | 2020 | 2022 |